# Charles E. Burchfield
Charles E. Burchfield (Charles Ephraïm Burchfield) né le 9 avril 1893 Ashtabula (Ohio, États-Unis) et mort le 19 janvier 1967 à West Seneca, New York, est un peintre américain rattaché à l’école du réalisme américain et particulièrement reconnu pour ses aquarelles.

## Biographie
Charles Ephraïm est le cinquième enfant de William Charles Burcfield et d’Alice Murphy. William Charles meurt alors que Charles EphraIm n’a que quatre ans. Sa mère déménage alors à Salem, où habitent ses oncles. Il obtient son diplôme d'études secondaires en 1911 puis, de 1912 à 1916,  étudie à l'école d'art de Cleveland.
En 1921, Burchfield  déménage à  New York et travaille comme designer pour la société de papier peint MH Birge & Sons Company.  En 1922 il se marie avec  Bertha Kenreich, avec qui il aura cinq enfants. En 1928 il devient ami avec Edward Hopper. Ce dernier lui a consacré un essai paru dans le magazine Arts et dans lequel Hopper écrit : « le travail de Charles Burchfield est très fondé, non sur l'art, mais sur la vie et la vie qu'il connaît et qu'il aime le mieux ». En 1929, la Frank KM Rehn Galleries à New York expose Burchfield, cela permet à Burchfield de démissionner de son emploi de designer pour peindre à temps plein.

## Œuvres
Dans les années 1940, Burchfield, sondant  les mystères de la nature dans une tentative de révéler ses émotions intérieures, déclare: « un artiste ne doit pas peindre ce qu'il voit dans la nature, mais ce qu'il y a là-bas ; pour cela, il doit inventer des symboles qui, s'ils sont correctement utilisés, donne l'impression que son travail est encore plus réel que ce qu'il a devant lui ». Il a suivi cette vision artistique jusqu'à la fin de sa vie, créant certaines de ses œuvres les plus mystiques.

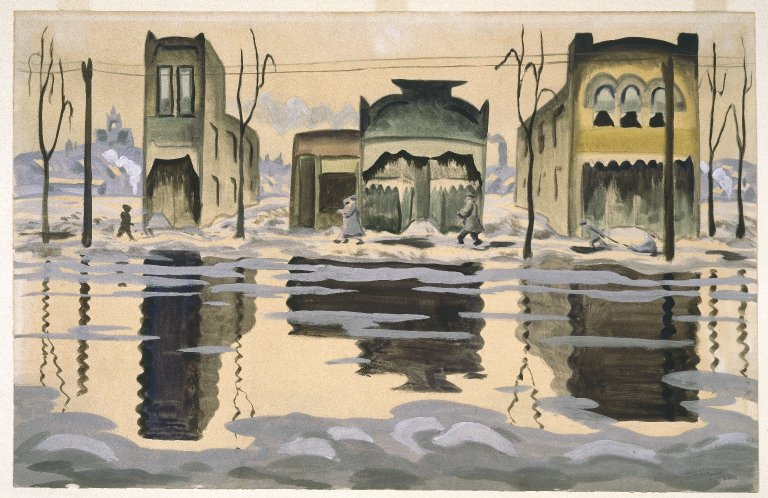
Dégel en février, vers 1920
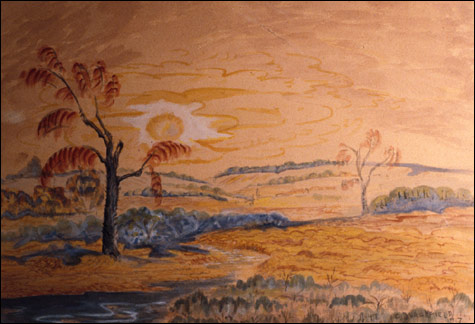
Matin d'été, 1917, Midwest Museum of American Art
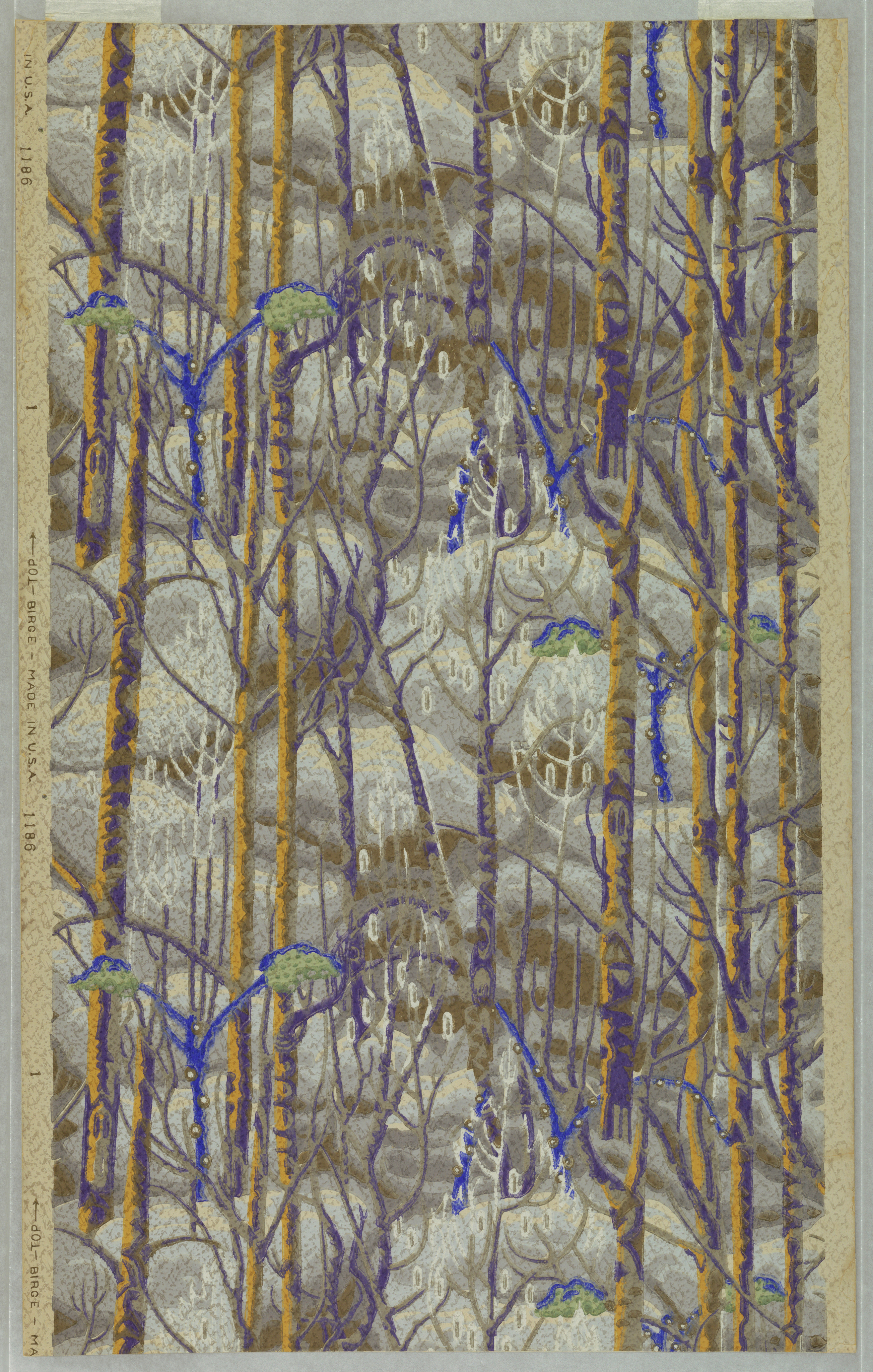
Forêt de bouleaux en hiver, 1921
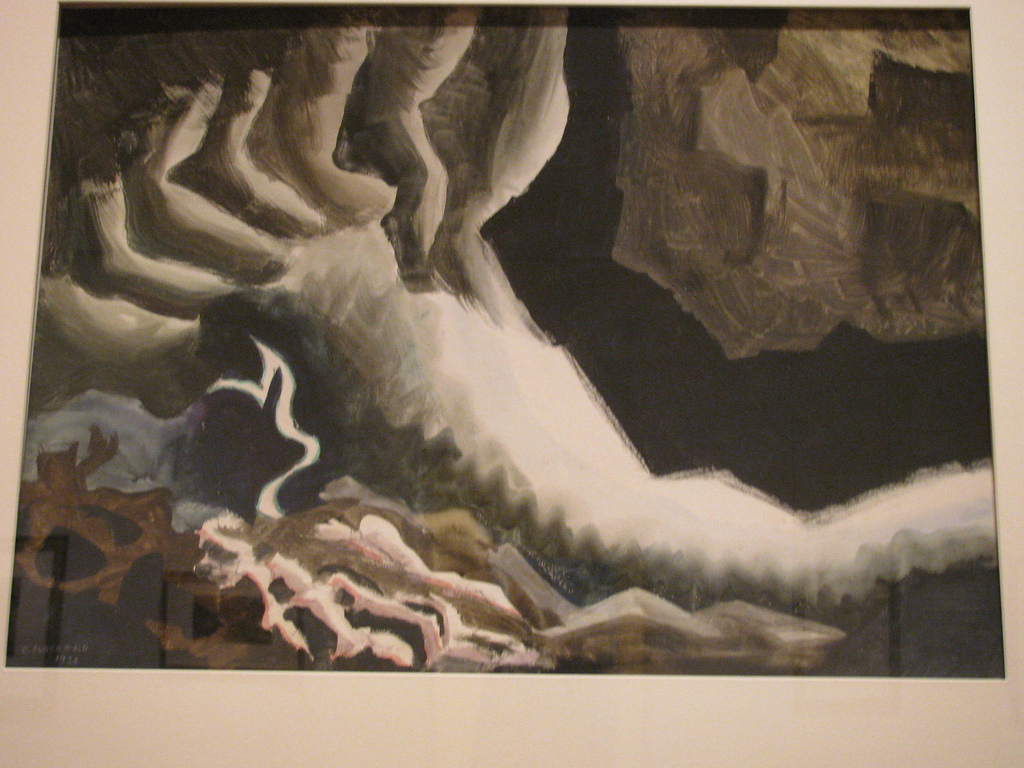
Foudre et tonnerre la nuit, aquarelle et fusain, 1921
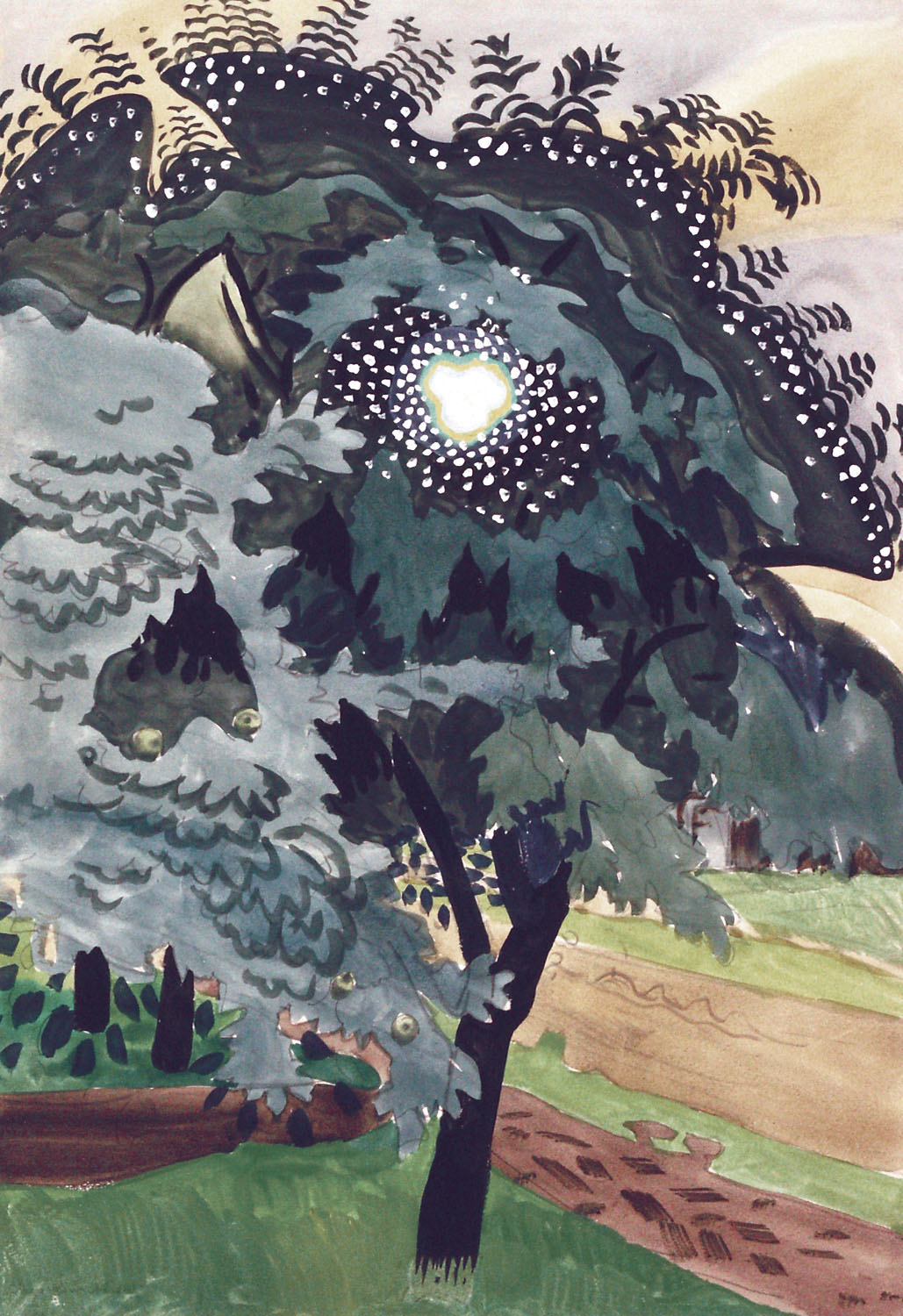
Arbre lumineux, 1917, Brauer Museum of Art

Le Burchfield Penney Art Centre (ou Burchfield Penney)  est une institution artistique et éducative faisant partie du Buffalo State College  (New York),  dédié au peintre  Charles E. Burchfield.  Fondé en 1966 sous le nom de Charles E. Burchfield Centre, le centre dispose d'un musée, d'une bibliothèque et d'un espace d'activités pour les arts. 

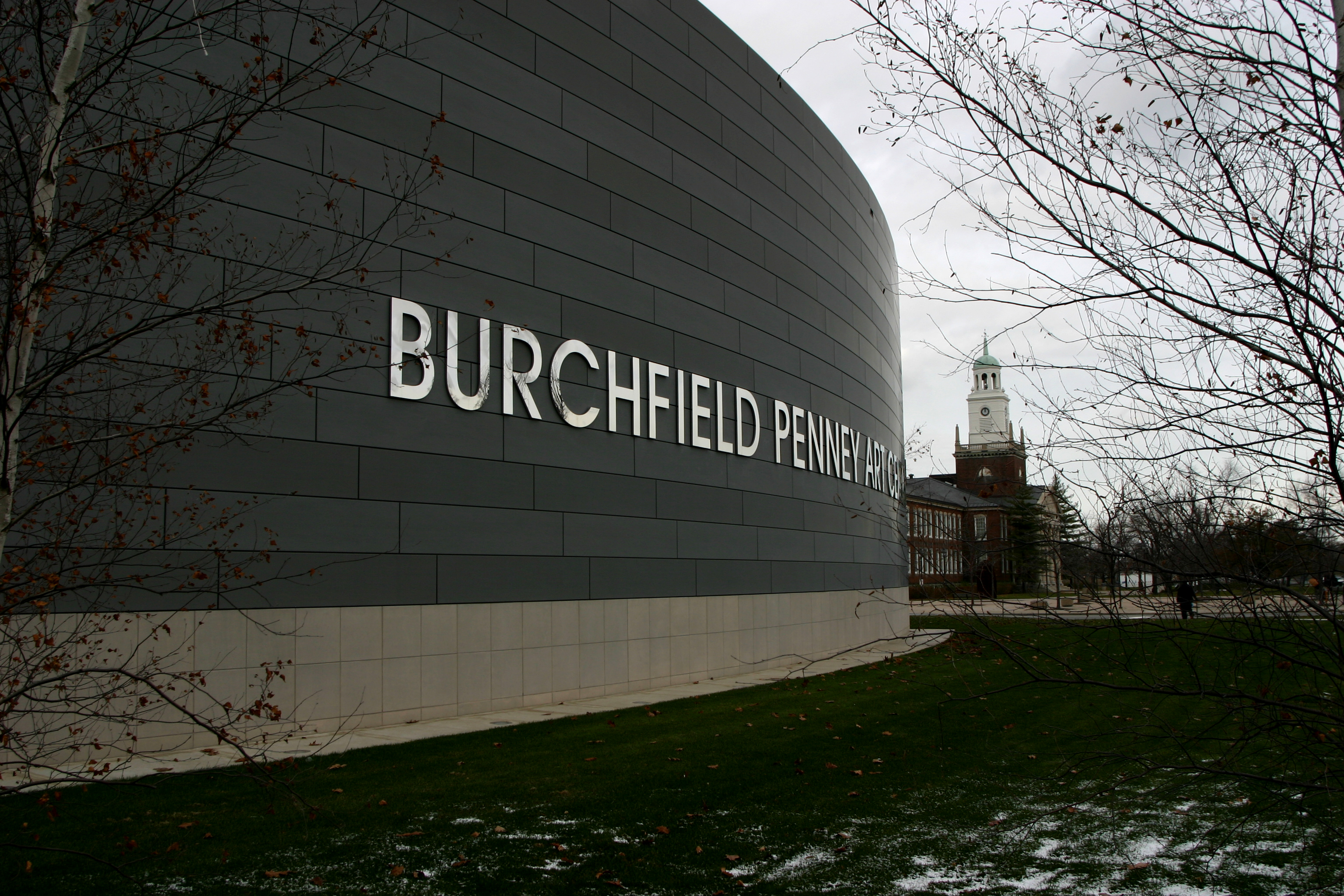